# Ophthalmolepis
Ophthalmolepis is een geslacht van straalvinnige vissen uit de familie van lipvissen (Labridae).

## Soort
- Ophthalmolepis lineolata (Valenciennes, 1839)